# Anton von Lucke
 (septembre 2018).
Anton von Lucke, né le 30 septembre 1989 à Hambourg, est un acteur allemand.

## Biographie
Sa mère est la photographe et réalisatrice Ulrike Pfeiffer, son père, le caméraman Philipp von Lucke.
De 2011 à 2015, Anton von Lucke suit une formation d'acteur à l'Académie des arts dramatiques Ernst Busch à Berlin. Pendant la saison 2015/16, von Lucke est membre de l'ensemble au Deutsches Theater de Göttingen.
Son premier rôle au cinéma est Frantz dans le film éponyme de François Ozon (2016), présenté en première mondiale au Festival de Venise 2016.
En 2017, Anton von Lucke assume le rôle de Jänicke dans la série policière Babylon Berlin.

## Filmographie
- 2016 : Frantz - Rôle : Frantz - Réalisateur François Ozon
- 2018 : Scène de crime: Les familles (Allemand : Tatort: Familien)
- 2018 : Appel de police 110: Crash (Allemand : Polizeiruf 110: Crash)
- 2022 : Les Enfants des justes de Fabien Onteniente